# اکشنز
اکشنز (انگلیسی: Actions) شرکت الکترونیک چینی است، که در سال ۲۰۰۰ تأسیس شد.